# بیماری‌های پریکارد

## پریکاردیت حاد
التهاب پوشش پریکاردی قلب به پریکارد حاد موسوم است و از علل مختلفی ناشی می شود. فروتمان پریکاردی و تغییرات مشخص الکتروکاردیوگرام از تظاهرات شایع پریکاردیت حاد هستند.

### علل پریکاردیت
| علت          | خصوصیات                                                                                     |
| ------------ | ------------------------------------------------------------------------------------------- |
| ایدیوپاتیک   | شایع است و علائمی مشابه پریکاردیک ویروسی دارد.                                              |
| ویروسی       | علائم اولیه شبیه سرماخوردگی دارد. یک تا سه هفته ادامه دارد و معمولاً خودبه خود محدود می شود. |
| چرکی         | در اثر عفونت بعد از عمل، آندوکاردیت و سپتی سمی یا عفونت های قسمت های مجاور ایجاد می شود.    |
| سل           | پیشرفت بیماری تدریجی است. تب خفیف و تنگی نفس وجود دارد.                                     |
| هیستوپلاسموز | معمولاً همراه با یک عفونت ریوی است و خودبه خود محدود می شود.                                 |
| ترومای قلبی  | ضربه پریکاردیت ممکن است ایجاد شود.                                                          |
| اورمی        | تجمع مقدار زیادی مایع در پریکارد همراه با ایجاد تامپوناد شایع است.                          |
| تشعشع        | ممکن است به صورت زود رس یا ماه ها پس از تشعشع ایجاد شود.                                    |
| نئوپلاسم     | تجمع مقدار زیادی مایع در پریکارد همراه با ایجاد تامپوناد شایع است.                          |
| میکسدم       | تجمع مقدار زیادی مایع در پریکارد همراه بدون ایجاد تامپوناد از خصوصیات این نوع است.          |

## پریکاردیت فشارنده
پریکاردیت کانسترکتیو یا پریکاردیت فشارنده، مدت ها پس از حملات حاد پریکاردیت ایجاد می‌شود و حاصل ضخیم شدن و فیبروز پریکارد است.
پریکاردیت کانسترکتیو میتواند باعث ادم و افزایش فشار ورید ژوگولارjvp شود.